# Castell i capella de la Mare de Déu de la Pertusa
El Castell i capella de la Mare de Déu de la Pertusa és un conjunt arquitectònic de Corçà, al municipi d'Àger, inclòs a l'Inventari del Patrimoni Arquitectònic de Catalunya.
Està situat a l'aresta de la roca que, des del collet de la Pertusa, s'endinsa damunt de la Noguera Ribagorçana, en el seu vessant esquerre, a l'entrada sud del congost de Mont-rebei. És un mirador excepcional sobre l'embassament de Canelles i les serres del Montsec d'Ares i Montsec d'Estall. Es conserva força bé.

## Descripció
El castell de la Pertusa era una petita fortalesa de la qual queden les restes d'unes parets situades a pocs metres de l'església de la Mare de Déu de la Pertusa. L'edifici està adossat a la roca per la banda de ponent. El mur N, amb una llargada de 5 m, és rectilini. La planta és bàsicament quadrangular i les parets de l'E i del S són corbes, ja que s'adapta al terreny irregular. L'amplada del castell és de 4,5 m. El gruix de les parets oscil·la entre els 100 cm i els 50. La paret més alta és la de llevant amb uns 4 m d'alt. Les restes de l'edifici estan plens de terra i enderrocs. Fou construït amb carreus petits disposats en filades irregulars i rejuntats amb morter de calç. La construcció podria datar de principis del segle xi.

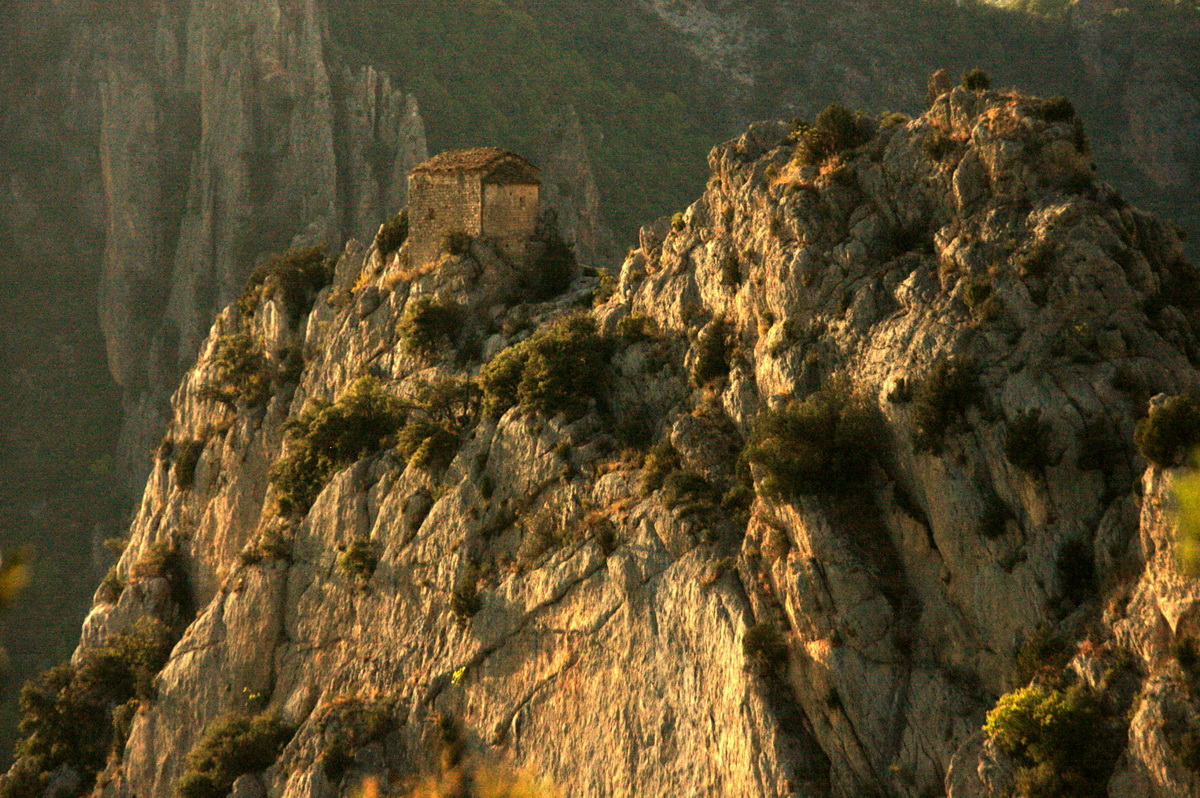
Vista de la façana sud de l'ermita i la seva ubicació dalt del penya-segat

Molt a prop del castell trobem l'església de la Mare de Déu de la Pertusa enlairada en un indret rocallós de molt difícil accés, ja que pel costat sud es troba un espadat.
Es tracta d'una església d'una sola nau, coberta amb volta de canó, lleugerament ultrapassada i capçada a llevant per un absis semicircular unit a la nau mitjançant un arc presbiteral estret. La porta és en arc de mig punt i s'orienta a N. A la façana W hi ha una porta tapiada que devia comunicar l'església amb algun annex desaparegut. Trobem dues finestres de doble esqueixada una al centre de l'absis i l'altra al mur N. La finestra del mur S és d'esqueixada recta. El parament presenta diversos aspectes. A la banda de la capçalera, a llevant i a la part superior de la nau. els murs són de carreus ben tallats i polits, col·locats en filades regulars. Pel que fa a l'aparell de l'absis és molt més rústec.
Es distingeixen dues fases constructives. La primera a finals del segle xi inicis del segle xii que correspon al cos de la nau. I la segona del segle xii moment que es degué fer el sobrealçat de la nau i el cos de l'absis que segurament substitueix un absis primitiu.

## Notícies històriques
No hi ha cap referència històrica antiga sobre el topònim Pertusa. Se suposa que aquest indret es correspon amb l'anomenat rupem Espatellam que apareix esmentat en les donacions de l'abadia d'Àger en el segle xi. Al segle xii, però, el topònim Espadella fou substituït pel de la Pertusa. En aquest indret hi hagué un nucli de població tal com ho demostra l'existència d'un molí el 1209. Posteriorment, la població es dispersà en masos. Aquesta fortalesa situada a l'antic terme de Corçà davant mateix de Mont-rebei barrava el pas a la vall pel portell de la Pertusa i protegia el castell de Sant Llorenç de Montsec.
Pel que fa a l'església de la Mare de Déu de la Pertusa apareix citada com a patrimoni de Sant Pere d'Àger. L'any 1209 apareix documentada en un testament.
Inicialment aquesta església feia funcions de parròquia. Actualment els habitants del poble de Corçà hi acudeixen el darrer diumenge de maig i el primer d'octubre.